# Cacosternum kinangopensis
Espèce
Statut de conservation UICN

 LC  : Préoccupation mineure
Cacosternum kinangopensis est une espèce d'amphibiens de la famille des Pyxicephalidae.

## Répartition
Cette espèce est endémique des monts Aberdare dans le centre-Ouest du Kenya,.

## Étymologie
Son nom d'espèce, composé de kinangop et du suffixe latin -ensis, « qui vit dans, qui habite », lui a été donné en référence au lieu de sa découverte, le mont Kinangop.

## Publication originale
- Channing & Schmitz, 2009 "2008" : Hiding in plain sight: another cryptic dainty frog from the highlands of Kenya (Anura: Pyxicephalidae: Cacosternum). African Journal of Herpetology, vol. 57, p. 75-84.